# Karakolcultuur
De Karakolcultuur is een archeologische cultuur uit de bronstijd (2e millennium v.Chr.) in het Altajgebergte. Het volgde de Afanasjevocultuur op. De cultuur werd ontdekt in 1985 nabij het dorp Karakol in het district Ongoedajski van de republiek Altaj. De meeste onderzochte graven van de Karakolcultuur bevonden zich aan de oevers van de Oersoel en haar zijrivieren.

## Economie
In de bronstijd veranderden de populaties van de Altaj van jager-verzamelaars naar een productie-economie: van jagen, planten verzamelen en vissen naar veeteelt en landbouw. In de zomer graasden de kuddes runderen, paarden, schapen en geiten op de bergweiden, in de winter kwamen ze terug naar de rivierdalen. Men bewerkte ook het land en verbouwde gierst, gerst, rogge en andere graansoorten.

## Grafcultuur
De overledenen werden vaak begraven in rechthoekige kisten van uitgehouwen stenen platen, waarboven grafheuvels met ronde omheiningen werden aangebracht. Overledenen werden met hun hoofd naar het westen gelegd, met hun gezicht naar het oosten. Veel platen hadden ronde holtes of gaten en waren aan de binnenkant gedecoreerd met afbeeldingen van vogels, geiten, elanden en mensen in minerale pigmenten. Afbeeldingen in rood, zwart en wit tonen antropomorfe wezens met verenkronen of hoorns, antropomorfe maskers en kostuums en mouwversieringen. Volgens onderzoekers begeleidden de afgebeelde dieren en fantastische wezens de overledene naar het hiernamaals. Een van de figuren stelde een man voor met een hondenkop. Sommige steenkisten van de Karakolcultuur bevatten kolen en as. Grafgiften worden niet vaak gevonden.  

## Relaties met andere culturen
De dragers van de Karakolcultuur worden door veel wetenschappers geïdentificeerd als vroege Samojeden. Als gevolg van het nauwe contact van de Karakolcultuur met de Iraanse Begazy-Dandybajcultuur of een verwandte cultuur van het Karasoek-type, ontstond de etnisch Iraans-Samojeedse Pazyrykcultuur.  